# Abu Ahmed al-Kuwaiti

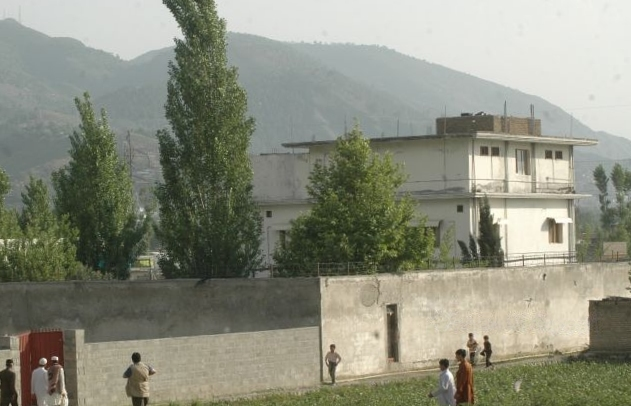
Propriété de Ben Laden.

Sheikh Abu Ahmed al-Kuwaiti (mort le 2 mai 2011), alias Shaykh Abu Ahmed, né Ibrahim Saeed Ahmed, était un membre d'Al-Qaïda koweïtien d'origine et pakistanais d'adoption et le messager d'Oussama ben Laden. Protégé de Khalid Cheikh Mohammed, il lui a donné une formation informatique à Karachi avant le 11 septembre 2001,,,,,.
Wikileaks diffusa une information classifiée sur Guantanamo selon laquelle il aurait été tué, en décembre 2001, après la bataille de Tora Bora. En 2009, les autorités américaines le localisèrent à Abbottabad, au Pakistan, à partir d'informations recueillies de prisonniers de Guantanamo notamment de Hassan Ghul en 2004 que le successeur de Mohammed serait Abou Faraj al-Libbi. Il fut repéré à Peshawar par des Pakistanais travaillant pour la CIA. Repéré comme l'un des deux frères habitants dans la propriété de Ben Laden, les voisins le connaissaient pour avoir changé de l'argent plusieurs fois ou assisté à quelques enterrements. Il fut pris en filature, ce qui conduisit la CIA à découvrir le repaire de Ben Laden à Abbottabad. Lors de l'opération menée par les SEAL, le 2 mai 2011 aboutissant à la mort du leader d'Al-Qaïda, Abu Ahmed al-Kuwaiti, présent sur les lieux, fut également tué.